# Lobocleta griseata
Lobocleta griseata là một loài bướm đêm trong họ Geometridae.